# Daunt Rock
Daunt Rock (anciennement Daunt’s Rock) est un rocher sous-marin de la mer Celtique situé non loin de la côte du comté de Cork, dans la province de Munster, dans le sud de l’Irlande, à 230 km à l’ouest de Dublin, la capitale. La grande ville la plus proche est Carrigaline, à 12,1 km au nord-ouest de Daunt Rock. Il est situé à environ 5 milles marins au sud-sud-ouest de Roches Point et de l’entrée du port de Cork. Le rocher affleure presque la surface de l’eau et constitue un obstacle dangereux pour la navigation.
Le voilier à vapeur américain City of New York (2360 BRT) a fait naufrage sur le rocher dans un épais brouillard le 29 mars 1864, et y a finalement coulé le 7 avril,. Ce n’est qu’après ce naufrage qu’un bateau portant une cloche de brume (bell boat), puis (à partir de 1874 et jusqu’en 1974) un bateau-phare ont été positionnés à proximité immédiate. Se sont succédé à cet emplacement les bateaux-phares Puffin de 1887 à 1896, Gannet de 1896 à 1928, Comet de 1928 à 1928 et enfin Osprey de 1928 à 1974.
Le Comet a failli sombrer le 7 février 1936 lors d'une énorme tempête, partant à la dérive après la rupture de ses amarres. L'équipage du bateau-phare a été sauvé par le Mary Stanford, une vedette de la classe Barnett qui a opéré depuis la station de sauvetage de Ballycotton de 1930 à 1959. Le sauvetage a duré 79 heures,,,,,. Lorsque le temps est redevenu plus clément, le Comet a été récupéré et il a repris son poste jusqu'en 1965.
Le dernier bateau-feu a été remplacé par une bouée automatique et a quitté la position le 29 août 1974. Daunt Rock est maintenant signalé par une bouée peinte en rouge qui émet deux éclats de lumière rouge toutes les 6 secondes.